# Palais Ihlamur
Le Palais Ihlamur (en turc : Ihlamur Kasrı) est un palais d'été des sultans ottomans situé à Istanbul en Turquie. Il est érigé en 1849 durant le règne d'Abdülmecid Ier. Il est aujourd'hui sous l'administration du Département turc des palais nationaux.

## Galerie

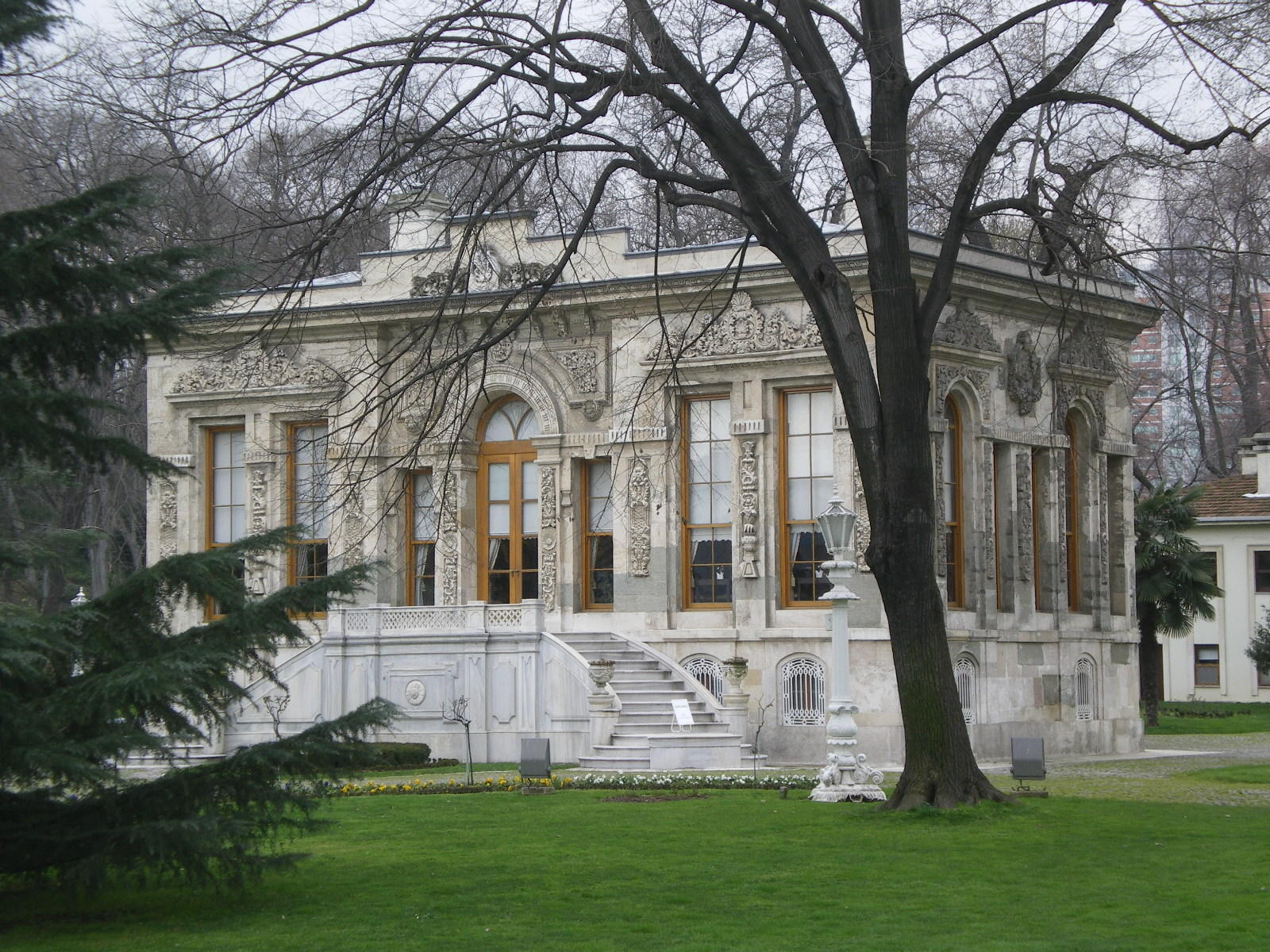
Vue côté jardin.
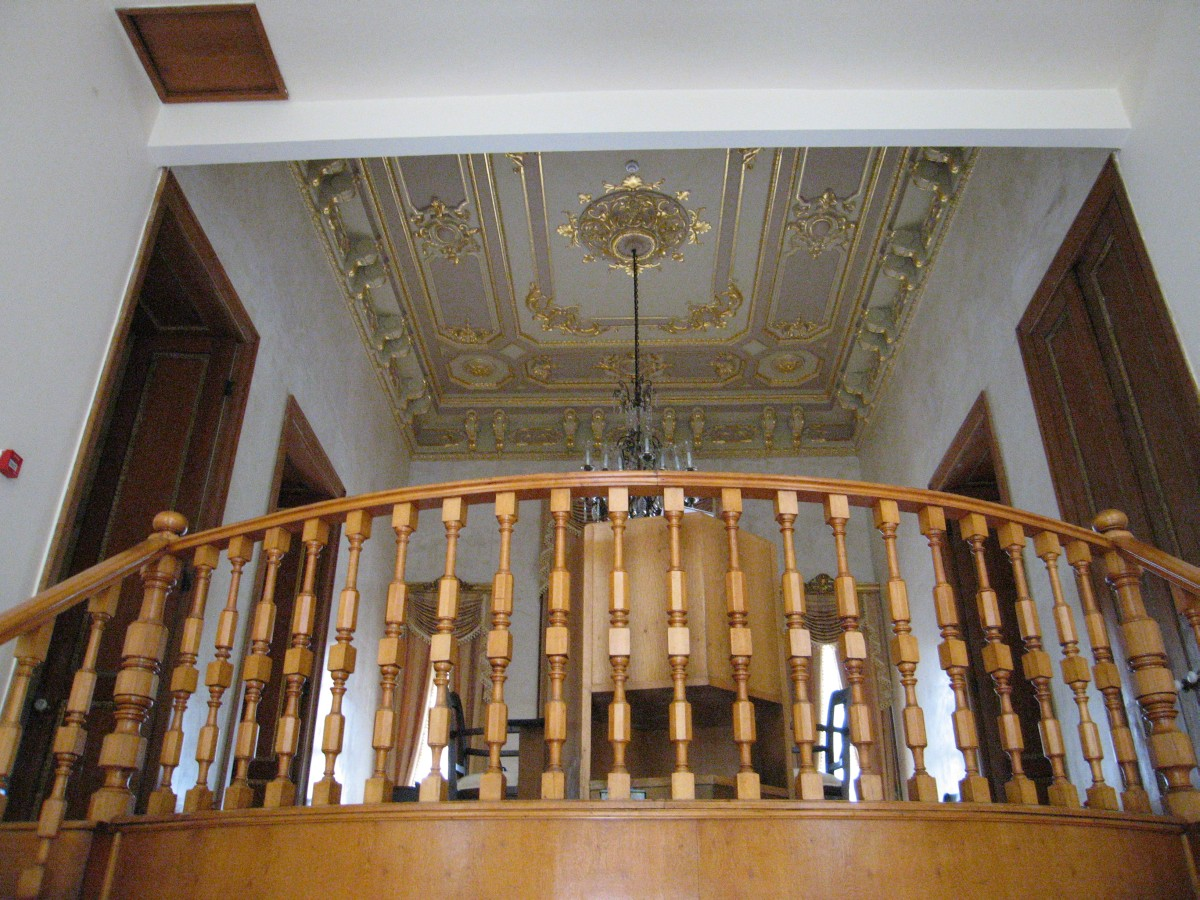
Vue intérieure.
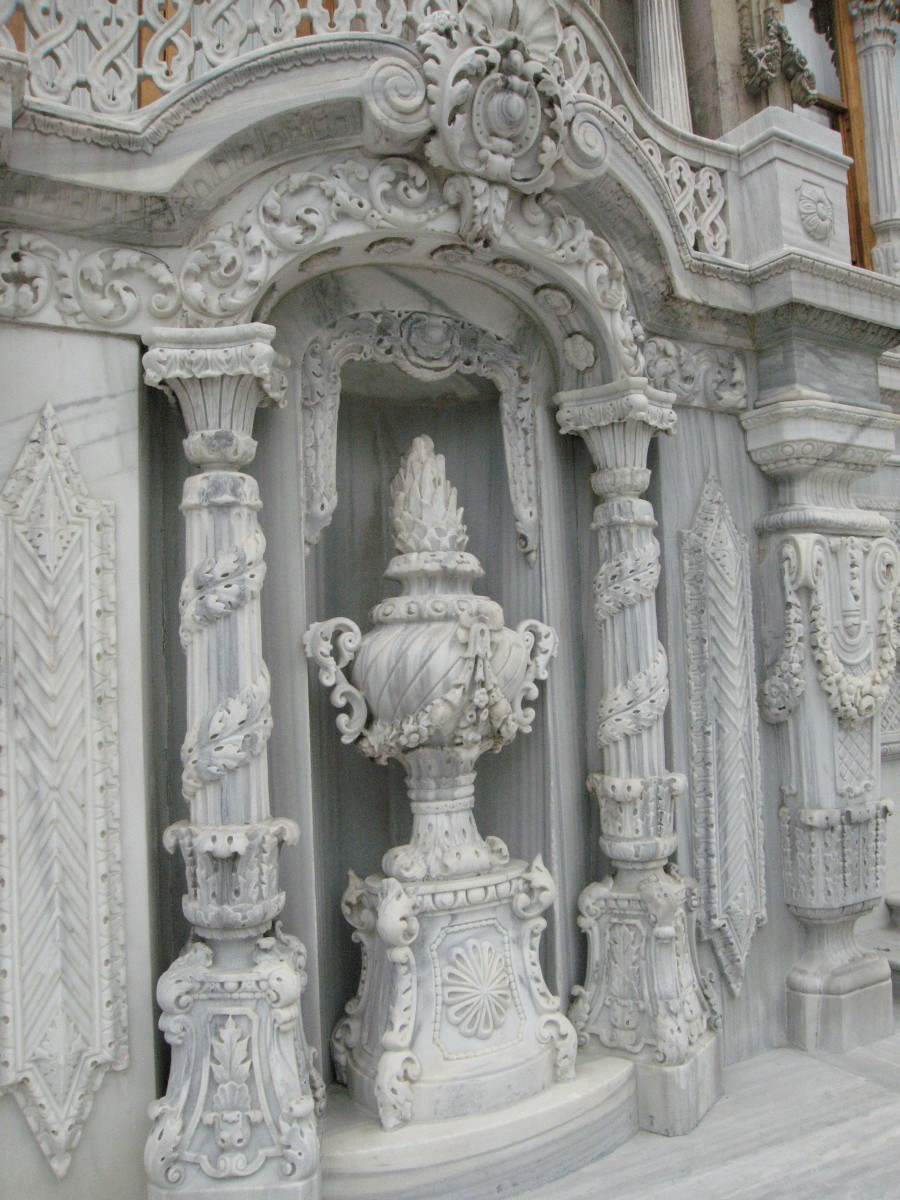
Détail de la façade côté Bosphore.